# リン＝マニュエル・ミランダ
- リン＝マヌエル・ミランダ

リン＝マニュエル・ミランダ（Lin-Manuel Miranda [lɪn mænˈwɛl məˈrændə], 1980年1月16日 - ）は、アメリカ合衆国の作曲家、作詞家、劇作家、歌手、俳優、ラッパーである。ブロードウェイ・ミュージカル『イン・ザ・ハイツ』および『ハミルトン』の制作および出演で知られる。ウォルト・ディズニー・アニメーション・スタジオの映画『モアナと伝説の海』ではサウンドトラックを共同で手掛けた。これまでにピューリッツァー賞、グラミー賞3賞、エミー賞、マッカーサー・フェロー、トニー賞3賞、ハリウッド・ウォーク・オブ・フェームの星を受賞し、2018年、ケネディ・センター名誉賞を受賞した。

## 人物
2008年、ブロードウェイで初演されたミュージカル『イン・ザ・ハイツ』で作曲・作詞・主演した。これによりトニー賞 ミュージカル主演男優賞にノミネートされ、トニー賞オリジナル楽曲賞を受賞し、2009年、キャスト・アルバムがグラミー賞ミュージカル・シアター・アルバム賞を受賞し、作品はトニー賞 ミュージカル作品賞を受賞した。2009年のブロードウェイ版『ウエスト・サイド物語』のスペイン語版の制作準備を行ない、2012年、ブロードウェイ・ミュージカル『チアーズ!』の共同プロデュースおよび作詞作曲を行なった。テレビでは『ジ・エレクトリック・カンパニー』(2009年-2010年)、『ドゥ・ノー・ハーム』(2013年)などに出演した。2016年、『サタデー・ナイト・ライブ』のゲスト司会者を初めて務め、初のエミー賞男優賞ノミネートとなった。映画では『スター・ウォーズ/フォースの覚醒』(2015年)のワンシーンに音楽および声の出演をし、ミュージカル・アニメ映画『モアナと伝説の海』(2016年)では全11曲を手掛け、主題歌『 "How Far I'll Go" 』がアカデミー歌曲賞およびゴールデングローブ賞 主題歌賞にノミネートされ、ミュージカル・ファンタジー映画『メリー・ポピンズ リターンズ』(2018年)ではジャック役を演じゴールデングローブ賞 映画部門 主演男優賞 (ミュージカル・コメディ部門)にノミネートされた。
2015年8月に開幕したブロードウェイ・ミュージカル『ハミルトン』で脚本・作曲・作詞・主演を務めたことで広く知られている。『ハミルトン』は評価が高く社会現象となり、ピューリッツァー賞 戯曲部門、グラミー賞ミュージカル・シアター・アルバム賞を受賞し、トニー賞において史上最多16部門でノミネートされ、ミュージカル作品賞、オリジナル楽曲賞、ミュージカル脚本賞を含む11部門受賞した。主人公アレクサンダー・ハミルトンを演じ、トニー賞ミュージカル主演男優賞にノミネートされた。キャスト・アルバムが『ビルボード』誌ラップ・アルバム・チャートで10週連続第1位を獲得し、ミランダが制作した『ハミルトン』の楽曲のカバー・アルバム『ハミルトン・ミックステープ』が2016年12月にリリースされ『Billboard 200』で第1位を獲得した。
ミランダは特にプエルトリコの代表として、政治的に活動的である。2016年、プエルトリコの債務免除を求め政治家たちと面会し2017年、プエルトリコを襲ったハリケーン・マリアのチャリティおよび救済活動を行なった。

## 生い立ち
ミランダは臨床心理士の母ルス・タウンズと民主党顧問でニューヨーク市長エド・コッチの顧問でもあった父ルイス・A・ミランダのもとにニューヨークで生まれ、マンハッタン区インウッドで育った。姉ルスはMirRam Groupの最高財務責任者を務めている。幼少期から10代の頃、年に1ヶ月間はプエルトリコのヴェガ・アルタの祖父母のもとで過ごしていた。ミランダ一家はほぼプエルトリコの流れを汲んでいる。母方の祖先には黒人女性ソフィと結婚した白人男性デイヴィッド・タウンズがおり、1800年代初頭、夫妻は法律や政府が変わり、奴隷生活から抜け出すことを望んでいた。その後タウンズ一族の一部はメキシコやテキサス州に住むメキシコ人と結婚し、その流れでミランダはメキシコ人のクォーターでもある。「リン＝マニュエル」という名は、プエルトリコ人作家ホセ・マニュエル・トレスによるベトナム戦争を題材とした詩「Nana roja para mi hijo Lin Manuel」から名付けられた。
子供の頃、ミランダはジングルを作曲しており、のちにうちの1曲がエリオット・スピッツァーの2006年ニューヨーク州知事選に使用された。ハンター・カレッジ小学校、ハンター・カレッジ高等学校に通学し、マニュエルが学校演劇に所属した時、演出を担当したクリス・ヘイズ、高校でミランダをいじめていたがのちに友人となったラッパーのイモータル・テクニックと同級生であった。
ウェズリアン大学に進学し、ヒップ・ホップ・コメディ劇団「フリースタイル・ラヴ・シュプリーム」を共同で創立した。1999年、大学2年生の頃、『イン・ザ・ハイツ』の初期の原案を執筆した。学内の劇団「セカンド・ステージ」での上演が決定後、ミランダはフリースタイル・ラップおよびサルサの曲を追加し、1999年に初演された。在学中、複数のミュージカルの執筆および演出を行ない、ミュージカルからシェイクスピアまで幅広く多くのプロダクションに出演した。2002年、大学を卒業した。

## 経歴

### 2002年–2010年: 『イン・ザ・ハイツ』
2002年、ミランダとジョン・バッファロー・メイラーは演出家トーマス・カイルと共に『イン・ザ・ハイツ』改訂版を制作した。2004年、脚本家キアラ・アレグリア・ヒュディスが参加した。オフ・ブロードウェイでの上演成功後、2008年3月、ブロードウェイに進出した。トニー賞13部門にノミネートされ、ミュージカル作品賞、オリジナル楽曲賞を含む4部門を受賞した。2009年、グラミー賞ミュージカル・シアター・アルバム賞を受賞した。主演ウスナヴィ役を演じ、トニー賞ミュージカル主演男優賞にノミネートされた。2009年2月15日、ミランダは『イン・ザ・ハイツ』ブロードウェイ公演を降板した。
2010年6月23日から7月25日、『イン・ザ・ハイツ』全米ツアー公演のロサンゼルス公演にてウスナヴィ役を再演した。またプエルトリコのサンフアン公演の際、再演した。2011年1月9日に29プレビュー公演、1,185本公演上演後に閉幕するまで、2010年12月25日からブロードウェイ公演でウスナヴィ役を再演した。

この頃、ミランダは2009年ブロードウェイ再演『ウエスト・サイド物語』スペイン語版の脚本を執筆しつつ、スティーヴン・ソンドハイムと共に歌詞をスペイン語に翻訳していた。2008年、作詞作曲家スティーブン・シュワルツの依頼により、1978年のシュワルツおよびニナ・ファソの共同脚本によるミュージカル『Working 』改訂版に新曲2曲を提供し、2008年5月にフロリダ州サラソータにあるアソロ・レパートリー・シアターで開幕した。
ミランダは舞台だけでなく映画やテレビでも活動している。2007年、テレビ・ドラマ『ザ・ソプラノズ 哀愁のマフィア』シーズン6のエピソード『厄災』にゲスト出演し、2009年、『Dr.HOUSE』のシーズン6初回2時間スペシャル『壊れたハウス』に出演し、精神病院でグレゴリ・ハウスと同室のアルヴィ役を演じ、2010年5月に同役を再演した。『セサミ・ストリート』に度々出演し、『マーレイさんのひつじ』のコーナーのテーマ曲も歌っていた。『エレクトリック・カンパニー』2009年版に出演および作曲を行ない、カレッジユーモアをネタにした『"Hardly Working: Rap Battle" 』にインターンとラッパーを掛け持つ本人役を演じた。
この数年間、出身高校で英語の教師、『マンハッタン・タイムズ』紙でコラムニストおよびレストランレビュワー、コマーシャル音楽作曲を務めた。

### 2011年–2014年: 『チアーズ!』およびテレビ

#### チアーズ!
ミランダはトム・キットおよびアマンダ・グリーンと共に『チアーズ! (ミュージカル)』の作詞作曲を行ない、2011年1月にジョージア州アトランタにあるアライアンス・シアターで初演された。2011年10月30日、カリフォルニア州ロサンゼルスで全米ツアー公演が開幕した。2012年、ブロードウェイに移行し、セント・ジェイムズ・シアターにて7月12日にプレビュー公演が、8月1日から本公演が期間限定で開幕し、12月30日に閉幕した。トニー賞においてミュージカル作品賞および振付賞にノミネートされた。

#### ほかの舞台関連
2012年2月、ミランダはニューヨーク・シティ・センターで行われたコンサート『アンコール!』で『メリリー・ウィー・ロール・アロング』のチャーリー役を演じた。
2014年、第67回トニー賞授賞式のオープニング曲『"Bigger!" 』をキットと共に作曲し、エミー賞を受賞した。
2014年、1幕物のミュージカル『21 Chump Street 』の作詞作曲を行ない、6月7日、ブルックリン・アカデミー・オブ・ミュージックで行なわれた1回限りの上演でナレーター役を務め、6月20日、その模様はNPRの『This American Life 』で放送された。6月下旬、2014年6月版『アンコール!』にて、ジャニン・テソリ芸術監督、オリヴァー・バトラー演出のもとでジョナサン・ラーソンの『Tick, Tick... Boom! 』の再演を行なった。
2014年初頭、コメディ・デュオのスキヴィーズのショーにゲスト出演した。

#### 映画およびテレビ出演
2012年、ウォルト・ディズニー・ピクチャーズの実写映画『ティモシーの小さな奇跡』で端役のレジー役を演じた。
この頃、テレビにも度々出演していた。2011年、テレビドラマ『モダン・ファミリー』のエピソード『ノーと言える父親』に出演した。2013年、NBCのドラマ『Do No Harm 』にルーベン・マルカド役でレギュラー出演した。2013年11月、CBSのシットコム『ママと恋に落ちるまで』のエピソード『Bedtime Stories 』に出演した。

### 2015年: ハミルトン

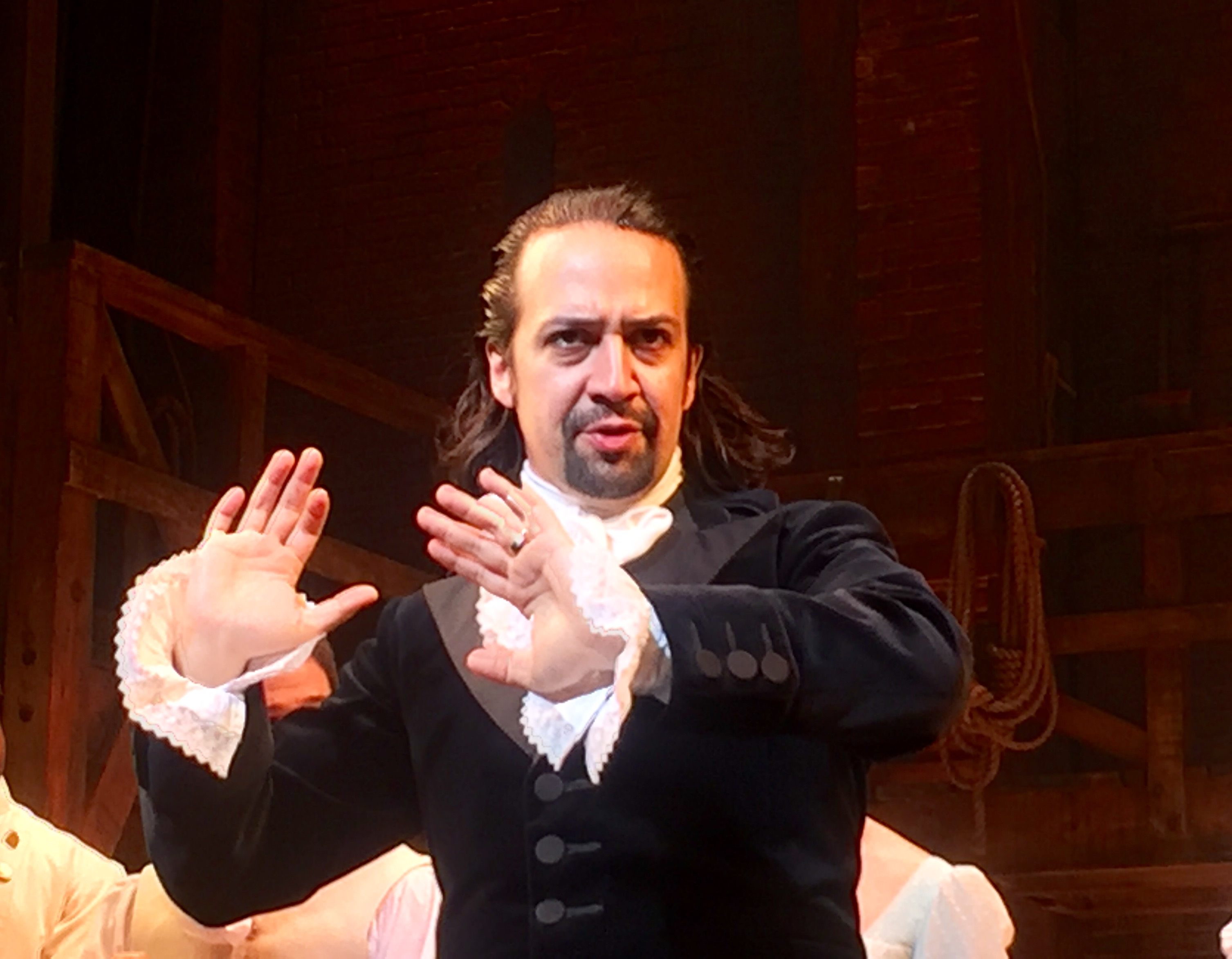
2016年、『ハミルトン』

2008年の休暇中、ミランダはロン・チャーナウによるアレクサンダー・ハミルトンの伝記を読み、これに着想を得てハミルトンについてのラップを作成し、2009年5月12日、ホワイト・ハウスで開催された『Evening of Poetry, Music and the Spoken Word』でアレックス・ラカモアと共に披露した。その後1年かけて『ハミルトン』の曲『My Shot 』を作曲し、ハミルトンの知性が表現できるよう幾度となく改訂を加えた。2012年までにハミルトンの生涯を基にした小品集『Hamilton Mixtape 』を上演し、『ニューヨーク・タイムズ』紙は「とても斬新」と評した。
2015年1月にはオフ・ブロードウェイにあるパブリック・シアターにてトーマス・カイル演出によるミュージカル『ハミルトン』が初演された。ミランダは脚本・作曲・作詞・主演を務めた。高評価を得て、チケットは完売となった。2015年、チャーナウとミランダはこのミュージカル制作の功績を称えられニューヨーク歴史保存会からHistory Makers Awardを受賞した。2015年、ブロードウェイにあるリチャード・ロジャース・シアターにて7月にプレビュー公演が、8月6日に本公演が開幕し、高評価を得た。プレビュー公演開幕日、抽選入場券に700名以上が並んだ。2016年8月31日まで1年以上、チケット購入権の抽選は『Ham4Ham』として会場の外でミランダおよび出演者らによるパフォーマンスを交えて行われていた 。ミランダは各上演で興行収入の3%を得ており、2017年7月までに1,270万ドルを獲得した。
2016年3月15日、『ハミルトン』出演者たちはホワイト・ハウスでパフォーマンスおよびフリースタイル・ラップのワークショップを行ない、ミランダはオバマ大統領の示すカードに合わせてフリースタイル・ラップを披露した。
2016年4月、ミランダとジェレミー・マカーターは『ハミルトン』の構想からブロードウェイでの成功の行程および文化的革命についてを記した書籍『Hamilton: The Revolution』を発表した。
2016年5月、アレキサンダー・ハミルトン役のミランダの演技でドラマ・リーグ・アワード演技賞を受賞した。2016年6月12日、『ハミルトン』は第70回トニー賞において13部門で16ノミネートし、11部門で受賞した。
2016年7月9日を最後に『ハミルトン』を降板し、将来の再演を誓った。2019年1月11日から27日、プエルトリコにてアレキサンダー・ハミルトン役を再演したが、2018年11月に発売されたチケットは3時間で完売した。
2016年、『ハミルトン』制作についてのドキュメンタリー『Hamilton's America』が10月1日、ニューヨーク映画祭でプレミア上映され、10月21日、PBSの『グレート・パフォーマンス』の中で放送された。

### 2015年以降: ディズニーおよび『ハミルトン』以降

#### ディズニー
2013年冬、ディズニー社と面会し、ウォルト・ディズニー・アニメーションに6曲分のデモを提出した。その結果、ディズニーとコラボレートした作品を以下に示す:
- 2016年、モアナと伝説の海 Moana – 2014年春、ディズニーは2016年のアニメ・フィーチャー映画『モアナと伝説の海』の作曲の補助としてミランダを採用した[74][75]。2014年から2016年、 オペタイア・フォアイ、マーク・マンシーナと共同制作で作曲を行なった[76]。のちにミランダは、『モアナ』と『ハミルトン』で忙しくほかのプロジェクトに取り掛かることができなかったが、『ハミルトン』のヒットで慢心しないよう自制できたと語った[74]。2016年11月、『モアナ』が上映され、興行収入でも批評的にも成功し、ミランダの作曲も批評家から称賛された[77][78][79]。ミランダは作品内の曲『"We Know the Way" 』で歌っており、ジョーダン・フィッシャーと曲『"You're Welcome" 』をデュエットでレコーディングし、エンドクレジットで流された[80]。ミランダは楽曲『"How Far I'll Go" 』でゴールデングローブ賞、放送映画批評家協会賞、アカデミー賞、グラミー賞にノミネートされた[81][82][83][84]。
- スター・ウォーズ/フォースの覚醒 Star Wars: The Force Awakens| – 『ハミルトン』出演中、ミランダはディズニー映画『スター・ウォーズ/フォースの覚醒』の音楽を作曲し、モス・アイズリーの酒場のオマージュであるマズ・カナタの酒場のシーンの曲を作曲した[85]。
- ダックテイルズ DuckTales – 2018年5月、ディズニー・チャンネル『わんぱくダック夢冒険』のリブート版『ダックテイルズ』のフェントン・クラックシェル・カブレラ(ギズモダック)の声を担当した[86]。
- メリー・ポピンズ リターンズ Mary Poppins Returns – ロブ・マーシャル監督。ガス灯の点灯夫であるジャック役を演じた。1964年の映画『メリー・ポピンズ』ではディック・ヴァン・ダイクが演じた煙突掃除屋のバート役に相当する。『ハミルトン』ブロードウェイ公演降板後初のメジャーな役どころとなった。2017年、ロンドンで撮影を行ない[74][87]、2018年12月、上映が開始された[87][88]。

#### 舞台およびテレビでの出演
2016年1月24日、『レ・ミゼラブル』ブロードウェイ公演において舞台外から群衆の声でカメオ出演し、幼少時代にブロードウェイでの初観劇作品となった同作に出演したいという幼少時代からの夢を叶えた。
2016年4月24日、ジョン・オリバーのトーク番組において、プエルトリコの債務危機の再建についてのラップを披露した。
2016年10月8日および2017年7月、『サタデー・ナイト・ライヴ』のゲスト司会者を務め、エミー賞にノミネートされた。
2017年、『ラリーのミッドライフ★クライシス』に本人役で2エピソード出演した。

### その後
2016年8月、ミランダはアラン・メンケンと共にディズニーの『リトル・マーメイド』の実写リメイク版の作曲を行なうことに同意した。またマーク・E・プラットと共にこの作品をプロデュースすることとなった。2018年現在、映画公開日は発表されていないが、2017年7月にはメンケンはミランダと共に作曲を開始したことを発表した。
2016年、ミランダはパトリック・ロスファス著『キングキラー・クロニクル』のライオンズゲートによる映画化およびドラマ化のエグゼクティブ・プロデューサーおよび作曲を務めることに同意した。
2018年7月、イマジン・エンターテインメントはジョナサン・ラーソンの半自伝的ミュージカル『Tick, Tick... Boom! 』で『ディア・エヴァン・ハンセン』脚本家のスティーヴン・レヴェンソン脚本により映画監督デビューすることを発表した。またロン・ハワードおよびブライアン・グレイザーと共にプロデューサーを務めることとなっている。
2020年、カーク・デミッコ監督によるソニー・ピクチャーズ アニメーションの映画『Vivo』に新曲11曲を提供する。

## 私生活

### 家族
2010年、法律事務所のジョーンズ・デイの弁護士で高校時代の友人であったヴァネッサ・アドリアナ・ナダルと結婚した。結婚式においてミランダは『屋根の上のバイオリン弾き』の楽曲『 To Life 』を演奏し、YouTubeで公開された動画は600万回以上視聴されている。2014年11月、長男が誕生した。2017年12月3日、ミランダはナダルが次男を妊娠中であることを発表した。2018年2月、次男が誕生した。
2009年、Calle 13のプエルトリコでのコンサートにおいてミランダは演奏に招聘され、メンバーのレジデンテおよびイレアナと親戚関係であることが判明した。舞台裏にてレジデンテとイレアナの母親がプエルトリコ独立党創立者のヒルベルト・コンセプシオン・デ・ガルシアとの繋がりを明かした。以降、ミランダとレジデンテは互いの関係を認めている。2017年、レジデンテのデビュー・アルバムにおいて1曲目で共演した。

## 受賞歴
ミランダはピューリツァー賞1回、トニー賞3回、グラミー賞3回、エミー賞1回、ローレンス・オリヴィエ賞1回受賞し、アカデミー賞にも1回ノミネートされている。2015年、マッカーサー・フェローから助成金を受けた。2016年、『タイム』誌によりタイム100の1人に選ばれ、プエルトリコ・ウォーク・オブ・フェイムに星を埋め込まれた。2017年6月、年内にハリウッド・ウォーク・オブ・フェームに星を埋め込まれることが発表され、2018年11月30日、星が埋め込まれた。2018年12月、『ハミルトン』制作を称えられケネディ・センター名誉賞を受賞した。2015年、ミランダはスミソニアン・マガジンのAmerican Ingenuity Award歴史部門を受賞した。

### 名誉学位
2009年、マンハッタン区ワシントンハイツにあるイェシーバー大学において、元ニューヨーク市長エド・コッチから最年少で名誉学位を受けた。
2015年、母校ウェズリアン大学から名誉文学学位を受け、卒業式において祝辞を述べた。2016年5月、ペンシルベニア大学から名誉芸術学位を受け、卒業式において祝辞を述べた。

## 出演作品

### 舞台
| 年        | 題名                                         | 役名                       | 備考 |
| --------- | -------------------------------------------- | -------------------------- | --- |
| 1999-2011 | イン・ザ・ハイツ In the Heights              | ウスナヴィ                 | 兼作曲・作詞 トニー賞オリジナル楽曲賞 グラミー賞最優秀ミュージカル・ショー・アルバム賞                                  |
| 2009      | ウェスト・サイド・ストーリー West Side Story | N/A                        | スペイン語翻訳 |
| 2011      | Working                                      | N/A                        | 2曲の書き下ろし |
| 2012      | Merrily We Roll Along                        | チャーリー                 | |
| 2012      | Bring It On the Musical                      | N/A                        | 共同作曲・作詞 |
| 2014      | 21 Chump Street                              | ナレーター                 | 兼脚本・作曲・作詞 |
| 2014      | チック、チック…ブーン! Tick, Tick... Boom!   | ジョン                     | |
| 2015-2016 | ハミルトン Hamilton                          | アレクサンダー・ハミルトン | 兼脚本・作曲・作詞 トニー賞ミュージカル脚本賞 トニー賞オリジナル楽曲賞 グラミー賞最優秀ミュージカル・ショー・アルバム賞 |
| 2016      | レ・ミゼラブル Les Misérables                | Loud Hailer                | 声の出演 |

### 映画
| 年   | 題名                                                         | 役名                   | 備考                                         |
| ---- | ------------------------------------------------------------ | ---------------------- | -------------------------------------------- |
| 1996 | Clayton's Friends                                            | Pete                   | 兼脚本・製作・監督・編集                     |
| 2012 | ティモシーの小さな奇跡 The Odd Life of Timothy Green         | レジー                 |                                              |
| 2012 | The Polar Bears                                              | Jak                    |                                              |
| 2013 | 200 Cartas                                                   | Raul                   |                                              |
| 2015 | スター・ウォーズ/フォースの覚醒 Star Wars: The Force Awakens | シャグ・カヴァ（歌声） | マズの城で流れる歌。歌っている歌の作曲も担当 |
| 2016 | Studio Heads                                                 | 本人                   | 短編                                         |
| 2016 | モアナと伝説の海 Moana                                       | N/A                    | 作曲・歌を担当                               |
| 2016 | Hamilton's America                                           | 本人                   |                                              |
| 2017 | Speech & Debate                                              | The Genie              |                                              |
| 2018 | メリー・ポピンズ リターンズ Mary Poppins Returns             | ジャック               |                                              |
| 2021 | イン・ザ・ハイツ In the Heights                              | ピラグエロ             | 兼製作、作曲・作詞                           |
| 2021 | ビーボ Vivo                                                  | ビーボ                 | 声の出演                                     |
| 2021 | チック、チック…ブーン! Tick, Tick... Boom!                   | N/A                    | 監督・製作                                   |
| 2021 | ミラベルと魔法だらけの家 Encanto                             | N/A                    | 作曲                                         |
| 2023 | リトル・マーメイド The Little Mermaid                        | N/A                    | 作詞                                         |
| 2024 | ライオン・キング:ムファサ Mufasa : The Lion King             | N/A                    | 作詞・作曲                                   |
| 2025 | モアナと伝説の海（仮題） Moana                               | N/A                    | 製作総指揮                                   |

### テレビ
| 年        | 題名                                                 | 役                                  | 特記事項                                                                |
| --------- | ---------------------------------------------------- | ----------------------------------- | ----------------------------------------------------------------------- |
| 2007      | ザ・ソプラノズ 哀愁のマフィア The Sopranos           | Bellman                             | エピソード: "Remember When"                                             |
| 2009-2010 | Dr.HOUSE House                                       | Juan "Alvie" Alvarez                | 2エピソード                                                             |
| 2009-2010 | The Electric Company                                 | Mario/himself                       | 17エピソード; 出演、作曲                                                |
| 2009-2012 | セサミストリート Sesame Street                       | Freddy Flapman/Lamb-Manuel Miranda  | 2エピソード; 出演、作詞、作曲                                           |
| 2011      | モダン・ファミリー Modern Family                     | Guillermo                           | エピソード: "Good Cop Bad Dog"                                          |
| 2011      | 第65回トニー賞 65th Tony Awards                      | N/A                                 | 授賞式; ラップの作曲                                                    |
| 2012      | Submissions Only                                     | Auditioner #1                       | エピソード: "Another Interruption"                                      |
| 2012      | Freestyle Love Supreme                               | Himself                             | TVシリーズ; 出演および作詞                                              |
| 2013      | Do No Harm                                           | Ruben Marcado                       | 11エピソード                                                            |
| 2013      | SMASH Smash                                          | Himself                             | エピソード: "The Transfer"                                              |
| 2013      | 第67回トニー賞 67th Tony Awards                      | N/A                                 | 授賞式; 開幕曲『"Bigger!" 』作曲                                        |
| 2013      | ママと恋に落ちるまで How I Met Your Mother           | Gus                                 | エピソード: "Bedtime Stories"                                           |
| 2016      | Inside Amy Schumer                                   | Himself                             | エピソード: "The World's Most Interesting Woman in the World"           |
| 2016      | Last Week Tonight with John Oliver                   | Himself                             | エピソード: "Puerto Rico"                                               |
| 2016      | Difficult People                                     | Himself                             | エピソード: "Carter"                                                    |
| 2016      | サタデー・ナイト・ライブ Saturday Night Live         | Himself (host)                      | エピソード: "リン・マニュエル・ミランダ/トゥエンティ・ワン・パイロッツ" |
| 2016      | Drunk History                                        | Himself                             | エピソード: "Hamilton"                                                  |
| 2017      | My Brother, My Brother and Me                        | Himself                             | エピソード: "Candlenights & Vape Ape"                                   |
| 2017      | BoJack Horseman                                      | Crackerjack Sugarman                | 声 エピソード: "The Old Sugarman House"                                 |
| 2017      | The Magic School Bus Rides Again                     | N/A                                 | テーマ曲歌唱                                                            |
| 2017      | ラリーのミッドライフ★クライシス Curb Your Enthusiasm | Himself                             | 2エピソード                                                             |
| 2018      | ダックテイルズ DuckTales                             | Gizmoduck/Fenton Crackshell-Cabrera | 声 3エピソード                                                          |
| 2018      | Bartlett                                             | Jesus                               | 2エピソード                                                             |
| 2018      | Nina's World                                         | Paquito Fernando                    | 声 エピソード: "Nina Live"                                              |
| 2019      | ブルックリン・ナイン-ナイン Brooklyn Nine-Nine       | David Santiago                      | エピソード: "The Golden Child"                                          |
| 2019-2020 | ダーク・マテリアルズ/黄金の羅針盤 His Dark Materials | リー・スコーズビー                  |                                                                         |

## 目録

### 書籍
- Hamilton: The Revolution (2016) with Jeremy McCarter
- Gmorning, Gnight!: Little Pep Talks for Me & You (2018) with Jonny Sun

### 記事
- "Stop the Bots From Killing Broadway," The New York Times (2016)[129]
- "Give Puerto Rico Its Chance to Thrive," The New York Times (2016)[130]